# Södermanlands runinskrifter 183
Runinskrift Sö 183 är en runsten av granit som står bakom det sista huset i Viggeby i Kärnbo socken, cirka två kilometer norr om Mariefred i norra Södermanland.

## Stenen
Stenen som är av granit står i närheten av en gravhög i  i en ängsbacke som låg utmed en äldre byväg som löpte strax ovanför den forna strandlinjen vid våtmarksområdet "Fatburen", en före detta vik i Mälaren.
Ornamentiken består av en enkel ormslinga sedd i fågelperspektiv och den från runor översatta inskriften lyder enligt nedan.

## Inskriften
Translitterering av runraden:
: sibi : auk : rusia : auk : krifi : þiʀ : raistu : stin : þansa : at : sluru : faþur : sin
Normalisering till runsvenska:
Sibbi ok ʀysia ok krifi þæiʀ ræistu stæin þennsa at Sloru(?)/Slyðru(?), faður sinn.
Översättning till nusvenska:
Sibbe och Rysja och "krifi" de reste denna sten efter Slora, sin fader.
Namnet "Sibbe" är en kortform av Sigbjörn. "Rysja" kan vara ett smeknamn medan det underliga namnet "krifi" saknar tolkning.